# دانچونگ
دانچونگ (کره‌ای؛ هانگول: 단청) به رنگ‌آمیزی تزئینی کره‌ای روی ساختمان‌ها و مصنوعات چوبی به منظور ایجاد سبک اشاره دارد. این هنر اقتباسی از هنر‌ چینی؛ دانکینگ است، اگرچه دانکینگ به نقاشی چینی روی ابریشم یا کاغذ اشاره دارد و نه تزئین روی چوب. این کلمه به معنای «شنگرف و سبز-آبی» است، و گاهی اوقات در انگلیسی به «قرمز و آبی» ترجمه می‌شود. دانچئونگ، علاوه بر تزئینات و انتخاب رنگ‌های نقاشی، معانی نمادین مختلفی را نیز در خود جای داده است. این بر اساس پنج رنگ اصلی است: آبی (شرق)، سفید (غرب)، قرمز (جنوب)، سیاه (شمال) و زرد (مرکز). استفاده از آن پنج رنگ، منعکس کننده استفاده از اصل یین و یانگ و فلسفه پنج عنصر بود. 
دانچئونگ معمولاً در مکان‌های مهم مانند معابد و کاخ‌ها استفاده می‌شود و حتی می‌توان آن را در لبه بام‌های معابد با الگوهای حیوانات (مانند اژدها، شیر، درنا) یافت. دانچئونگ نه تنها به عنوان تزئین، بلکه برای اهداف کاربردی مانند محافظت از سطوح ساختمان در برابر دما و کمتر به چشم آمدن خامی مصالح نیز کاربرد دارد. همچنین از چوب در برابر حشرات محافظت می‌کند و طول عمر آن را افزایش می‌دهد. اعمال دانچئونگ بر روی سطوح ساختمان‌ها نیاز به مهارت‌های آموزش‌دیده دارد و صنعتگرانی به نام دانچئونگجانگ (هانگول: 단청장، هانجا: 丹青匠) الگوهای نقاشی شده را طراحی می‌کردند. دانچئونجانگ‌ها گنجینه‌های ملی زنده در کره جنوبی محسوب می‌شوند و توسط اداره میراث فرهنگی کره جنوبی به عنوان بخشی از میراث فرهنگی ناملموس ملی طبقه‌بندی شده‌اند.